# Aeroporto Internazionale di Kota Kinabalu
L'Aeroporto Internazionale di Kota Kinabalu, (malese: Lapangan Terbang Antarabangsa Kota Kinabalu) (IATA: BKI, ICAO: WBKK) è un aeroporto internazionale di ingresso malese situato sulla costa nord-orientale dell'isola del Borneo, a circa 8 chilometri a sud-ovest della città di Kota Kinabalu nello Stato federato di Sabah. La struttura è dotata di una pista di asfalto lunga 2987 m, l'altitudine è di 3 m, l'orientamento della pista è RWY 02-20. L'aeroporto è aperto al traffico commerciale internazionale.